# IPhone 5C
L'iPhone 5C és un telèfon intel·ligent iPhone desenvolupat per Apple Inc. Va ser anunciat el 10 de setembre de 2013 com un dels successors de l'iPhone 5, juntament amb l'iPhone 5S. Té les mateixes característiques de maquinari que el seu predecessor, però a diferència de l'iPhone 5, el material de la coberta posterior està feta de plàstic. Utilitza el sistema operatiu mòbil iOS 7, La interfície d'usuari d'aquest sistema operatiu es basa en el concepte de la manipulació directa, mitjançant gestos multitàctils, com ara esllavissades, switches, botons, cops, pessics, entre d'altres. Algunes aplicacions utilitzen els acceleròmetres interns responent a les rotacions i agitacions.

## Cronologia dels models
Fonts: Biblioteca comunicat de premsa d'Apple